# Otinotus pacificus
Otinotus pacificus är en insektsart som beskrevs av Gerstaecker. Otinotus pacificus ingår i släktet Otinotus och familjen hornstritar. Inga underarter finns listade i Catalogue of Life.